# Варяж
Варяж (1951–1989 — Новоукраїнка) — село в Шептицькому районі Львівської області (Україна). Населення становить 825 осіб.

## Географія
Варяж, колишнє містечко, лежить над річкою Варяжанкою за 14 км на захід від Сокаля.

## Історія

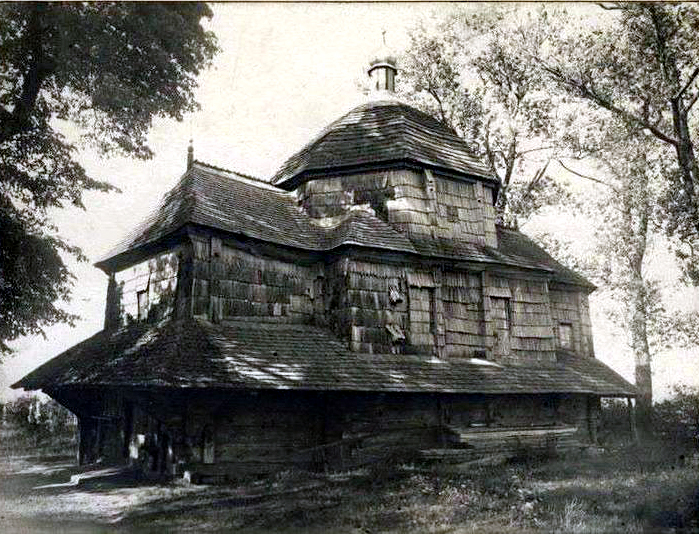
Церква Різдва Пресвятої Богородиці у с. Варяж, побудована у 1677 р, зруйнована у 1952 р. (фото 1909 р.)

В урочищі Городище Варязьке знайдено сліди лужицької культури, зокрема ґрунтове поховання зі спаленням. Сьогодні пам'ятка зруйнована. Назва урочища говорить про те, що тут було давньоруське городище.
На правому березі ріки Варяжанки біля держкордону (стрільбище) знайдено поселення поморської культури. Сьогодні воно частково зруйноване.
На мисі високого лівого берега тієї ж ріки біля кордону — поселення культури шнурової кераміки. А в місці, де мис перерізаний дорогою до застави, на місці єврейського кладовища є поселення ранньої залізної доби та давньоруського часу, частково зруйноване.
Уперше Варяж згадується у 1419 році, ще одна згадка у 1482 р.
У 1538 році поселення отримало магдебурзьке право (надав король Польщі Сигізмунд I Старий на прохання власника — шляхтича Фелікса Ощовського. У той час місто лежало при великому шляху, який у XVI столітті проходив із Галичини на Волинь і далі до Литви.  
У XVII ст. стало власністю Матчинських.. Про укріплення у Варяжі згадано в описі до мапи Ф. фон Міга.
У 1677 р. була побудована дерев'яна церква Різдва Пресвятої Богородиці (розібрали в 1952 р.).
У містечку діяв Колегіум піярів, у якому, можливо, навчався, зокрема, Вацлав Петро Жевуський.
Ставши дідичем Варяжу, Юзеф Лащ бл. 1740 року почав зводити тут муроване приміщення для монахів-піярів.
У 1783 р. Варяж включили до Сокальської округи (циркулу), містечко зберегло статус, старий герб із зображенням святого Марка. Поряд із містечком з південного боку знаходилося село Варяж. У 1880 р. належали до Сокальського повіту, у містечку було 160 будинків і 1336 жителів та 16 будинків і 220 жителів у панському дворі (з них 218 греко-католиків, 416 римо-католиків, 911 юдеїв і 5 інших визнань), а в селі було 119 будинків і 901 мешканець (471 греко-католик, 230 римо-католиків).
Понад 100 років Варяж був прикордонним містом Австро-Угорщини.
Після окупації Галичини поляками в 1919 р. Варяж-місто було позбавлено міських прав, хоча у назві залишився додаток «місто». На 01.01.1939 у Варяж-місті проживало 1400 мешканців (300 українців, 460 поляків і 640 євреїв), а у Варяж-селі проживало 1300 мешканців (800 українців-грекокатоликів, 370 українців-римокатоликів, 30 поляків і 100 польських колоністів міжвоєнного періоду) Село Варяж-місто було адміністративним центром об'єднаної сільської ґміни Варяж Місто, яка входила до Сокальського повіту Львівського воєводства.
У містечку трапився так званий «Варязький інцидент» 1936 року між польськими комуністами (Народний фронт) та українськими націоналістами (ОУН).
27 вересня 1939 р. відповідно до Пакту Молотова — Ріббентропа Варяж був зайнятий радянськими військами, але Договором про дружбу та кордон між СРСР та Німеччиною Сталін обміняв Закерзоння на Литву і до 12 жовтня радянські війська відійшли за Буг і Солокію та передали Варяж німцям (включений до Дистрикту Люблін Генеральної губернії. Під час Другої світової війни в місті діяла делегатура Грубешівського Українського допомогового комітету.
У 1944 р. село віддали Польщі, а українців вивезли до СРСР).
27 травня 1945 р. УПА з польською допомогою (в рамках порозуміння досягнутого між УПА та АК на Холмщині в 1945 р.) здійснила напад на Варяж. В ході атаки українські повстанці розбили будинки обивательської міліції (МО). В цей час з костелу в селищі почали стріляти: одного повстанця було вбито, одного поранено. Незважаючи на це, через наявність цивільних осіб у костелі, УПА не обстрілювала його.
Див. детальніше Атака УПА на с. Варяж (1945 р.)
До заборони греко-католицької церкви в 1946 р. Варяж був осідком Варяжського деканату.
До 1951 р. Варяж належав до Польщі, а 15 лютого 1951 р., відповідно до радянсько-польського договору, переданий до складу УРСР. Місцеві поляки були виселені, а Варяж заселений українцями з ліквідованого села Середній Угринів.
2016 року відкрито невелику сонячну електростанцію для освітлення вулиць. Вартість проєкту — 680 тис. грн. Зовнішнє освітлення населеного пункту перевели на альтернативне джерело енергії в рамках спільного проєкту Євросоюзу та програми розвитку ООН «Місцевий розвиток». Установлені біля колишньої бібліотеки 20 сонячних модулів генерують електроенергію для освітлення центральної вулиці — від в'їзду в село з обох боків Сокаля і Белза до прикордонної застави, тобто 3,5 км. Надлишок електроенергії село може продавати державі за «зеленим тарифом».

## Походження назви села
За радянської влади село мало назву Новоукраїнка. З приходом незалежності селу повернули його попереднє найменування — Варяж. Єдиної точної версії походження назви на сьогодні не існує, але є дві гіпотези. Згідно з першою, у хроніці костелу є повідомлення, що назва села походить від варягів, які були в цій місцевості ще у X столітті[джерело?]. В другій йдеться про те, що у 1150—1230 роках галицькі князі воювали з Угорщиною. Полонені угорці заснували тут невеликий населений пункт, первісною назвою якого було Варос, яке згодом видозмінилось і постало у звичній для нас формі — Варяж[джерело?].

## Пам'ятки

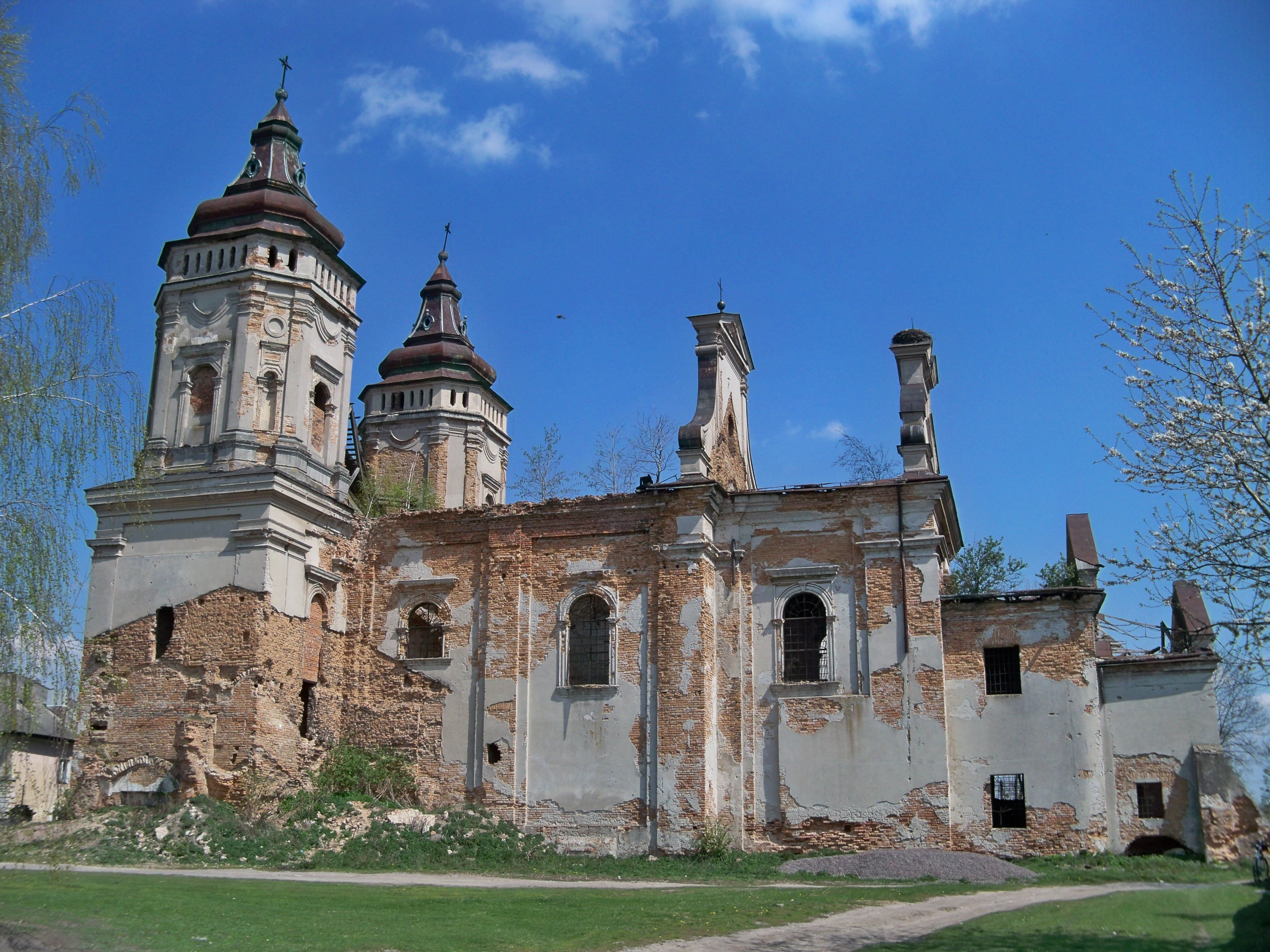
Костел святого Марка

- Костел святого Марка ордену Піарів споруджений у 1688–1693 рр. за проєктом архітектора Войцеха Лєнартовича в стилі бароко.
- Церква Успіння Пресвятої Богородиці (1784 р.: спочатку храм був костелом, у 1818 р. за сприяння дідича Джевіцького перебудовано на церкву[8]; зображення — на сайті Архітектурні та пам'ятки України. Варяж [Архівовано 12 лютого 2008 у Wayback Machine.]).
- Стовпова каплиця 18 століття.
- Єдиним залишком парку, що прилягав до колишнього палацу Ломницьких, є тюльпанове дерево.

## Відомі люди
- Медвідь Любомир Мирославович — український маля́р, професор, заслужений діяч мистецтв України, народний художник України, академік Академії мистецтв України, уродженець Варяжу.
- Мендусь Ярослав Петрович — народний депутат України 5-го скликання.
- Ігнатій Заборовський — викладач місцевого колегіуму піярів, автор книги «Геометрія практична і логарифми для народних шкіл».
- Латинник Данило, мешканець села, народився в 1898 р.н. с. Длужнюв був стрільцем в Українській галицькій армії.

### Дідичі
- Фелікс Ощовський
- Марек Матчинський